# Levinseniella propinqua
Levinseniella propinqua är en plattmaskart. Levinseniella propinqua ingår i släktet Levinseniella och familjen Microphallidae. Inga underarter finns listade i Catalogue of Life.